# Gorenje Kamence
Gorenje Kamence is een plaats in Slovenië en maakt deel uit van de gemeente Novo mesto in de NUTS-3-regio Jugovzhodna Slovenija. De plaats telde 147 inwoners op 1 januari 2020.